# This Is a Wasteland
This Is a Wasteland ist ein US-amerikanischer Dokumentarfilm aus dem Jahr 2013. Regie führte Dan Fusselman, die Produktion übernahm MotionArmy. Die Videoaufnahmen stammen von Josiah van Dien (Südostasien und Australien) und Dan Fusselman (Vereinigte Staaten, Vereinigtes Königreich und Südamerika). Die Fotos wurden von Adam Elmakias geschossen. Die DVD ist lediglich in Englischer Sprache erhältlich.

## Handlung
This Is a Wasteland dokumentiert den Werdegang der Band Pierce the Veil während ihrer Welttournee für ihr Album Collide with the Sky. Der Film startet mit den Auftritten der Gruppe in Südostasien, gefolgt von Australien, den Vereinigten Staaten, dem Vereinigten Königreich, Europa und Südamerika.
Gezeigt werden in einer Filmmontage unter anderem Festival-Auftritte auf dem Soundwave Festival in Australien, bei Rock am Ring und Rock im Park in Deutschland und dem Slam Dunk Festival im Vereinigten Königreich, sowie Konzerte in Südostasien, in den Vereinigten Staaten, Brasilien, Chile, Mexiko, Argentinien und im Vereinigten Königreich. Auch gibt der Film einen kurzen Einblick auf die Preisverleihung bei den Kerrang! Awards 2013 in London.
Die Dokumentation legt einen größeren Fokus auf das hektische Leben der Musiker während der Konzerttour. Zudem sind mehrere Interviews mit den Musikern der Band zu finden.

## Veröffentlichung
This Is a Wasteland wurde nie im Kino gespielt, sondern ist direkt auf DVD erschienen, welche lediglich zusammen mit der Neuauflage des Albums Collide with the Sky erhältlich ist. Diese erschien in Nordamerika am 11. November 2013. Die Veröffentlichung für den Rest der Welt fand zwei Wochen später, am 25. November 2013, statt.

## Soundtrack
Für die DVD wurden hauptsächlich Stücke der Band Pierce the Veil aus den Alben Collide with the Sky und Selfish Machines verwendet, allerdings fanden auch die Stücke wie Whisky with My Friends von Casey and the Cigs Verwendung.

## Erfolg
Die Neuauflage des Albums Collide with the Sky mitsamt der DVD verkaufte sich innerhalb der ersten Verkaufswoche rund 30,000 mal, sodass das Album erneut in die offiziellen US-Charts einstieg. Dort landete die Zweitpressung des Werkes auf Platz 62. Durch die Neuauflage verkaufte sich Collide with the Sky über 180,000 mal. Die DVD gewann bei den Revolver Golden Gods Awards in der Kategorie Beste DVD/Video.